# Les Ombres du passé (film)
Pour les articles homonymes, voir Les Ombres du passé.
Pour plus de détails, voir Fiche technique et Distribution.
Les Ombres du passé (Death in Love) est un film américain réalisé par Boaz Yakin, sorti en 2008.

## Fiche technique
- Titre : Les Ombres du passé
- Titre original : Death in Love
- Réalisation : Boaz Yakin
- Scénario : Boaz Yakin
- Musique : Lesley Barber
- Photographie : Frederik Jacobi
- Montage : John F. Lyons
- Production : Boaz Yakin et Joseph Zolfo
- Société de production : DI Love
- Société de distribution : Screen Media Films
- Pays :  États-Unis
- Genre : Drame, romance et guerre
- Durée : 97 minutes
- Dates de sortie : 
  -  États-Unis : 22 janvier 2008 (Festival du film de Sundance), 17 juillet 2009

## Distribution
- Josh Lucas : le fils aîné
- Jacqueline Bisset : la mère
- Lukas Haas : le fils cadet
- Morena Baccarin : la femme sublime
- Betty Gilpin : la jeune modèle
- Emma Bell : la jeune fille
- Vanessa Kai : la femme asiatique
- Carrington Vilmont : le docteur
- Jean Brassard : le père de la jeune fille
- Adam Brody : l'agent
- Stu Richel : le père
- Matt Walton : le père jeune
- Kelli Giddish : la mère jeune
- Noémie Merlant

## Accueil
Le film a reçu un accueil défavorable de la critique. Il obtient un score moyen de 39 % sur Metacritic.